# Ravanusa
Ravanusa ist eine italienische Gemeinde im Freien Gemeindekonsortium Agrigent auf der Mittelmeerinsel Sizilien und gehört somit zur Autonomen Region Sizilien.

## Lage und Daten
Ravanusa liegt 56 Kilometer östlich von Agrigent und 24 Kilometer nördlich von Licata. Hier wohnen 10.284 Einwohner (Stand 31. Dezember 2023), die hauptsächlich in der Landwirtschaft arbeiten. Es werden Getreide, Mandeln, Wein und Oliven produziert.
Der Ort teilte sich den Bahnhof Campobello-Ravanusa mit dem Ort Campobello di Licata. Der Bahnhof lag an der Bahnstrecke Canicattì–Syrakus. In Canicattì befindet sich auch das nächste Krankenhaus, 17 Kilometer von Ravanusa und zehn Kilometer von Campobello entfernt.
Die Nachbargemeinden sind Butera (CL), Campobello di Licata, Licata, Mazzarino (CL), Naro, Riesi (CL) und Sommatino (CL).

## Geschichte
Die Gegend um Ravanusa war bereits im 7. Jahrhundert vor Christus besiedelt. Das genaue Gründungsdatum der heutigen Gemeinde ist unbekannt, es liegt im Zeitraum von 1616 bis 1625.

## Sehenswürdigkeiten
Sehenswert ist die Pfarrkirche, die im 17. Jahrhundert erbaut wurde. Die San-Giorgio-Kirche wurde im 15. Jahrhundert von Ordensgeistlichen errichtet.
Die Ausgrabungsstätten am Monte Saraceno liegen etwa 1,5 Kilometer außerhalb der Stadt. Hier wird eine griechische Siedlung aus dem 7. Jahrhundert vor Christus erforscht, welche man aber nicht besichtigen kann, da sie auf privaten Grundstücken liegt. Monte Saraceno ist eigentlich auch kein Monte (Berg), sondern eher ein Hügel, welcher seit etwa sieben Jahren umzäunt ist.

## Partnerstädte
Die deutsche Partnergemeinde von Ravanusa ist Sulzbach/Saar.

## Persönlichkeiten
- Calogero Lauricella (1919–1989), römisch-katholischer Geistlicher, Erzbischof von Syrakus 1973–1989
- Salvatore Lauricella (1922–1996), Politiker